# NGC 3340
NGC 3340 (również PGC 31892 lub UGC 5827) – galaktyka spiralna (Sbc), znajdująca się w gwiazdozbiorze Sekstantu. Odkrył ją Albert Marth 30 stycznia 1865 roku.
W galaktyce tej zaobserwowano supernowe SN 2005O i SN 2007fp.